# 히덴제섬

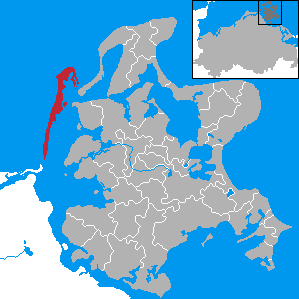
히덴제 섬의 위치

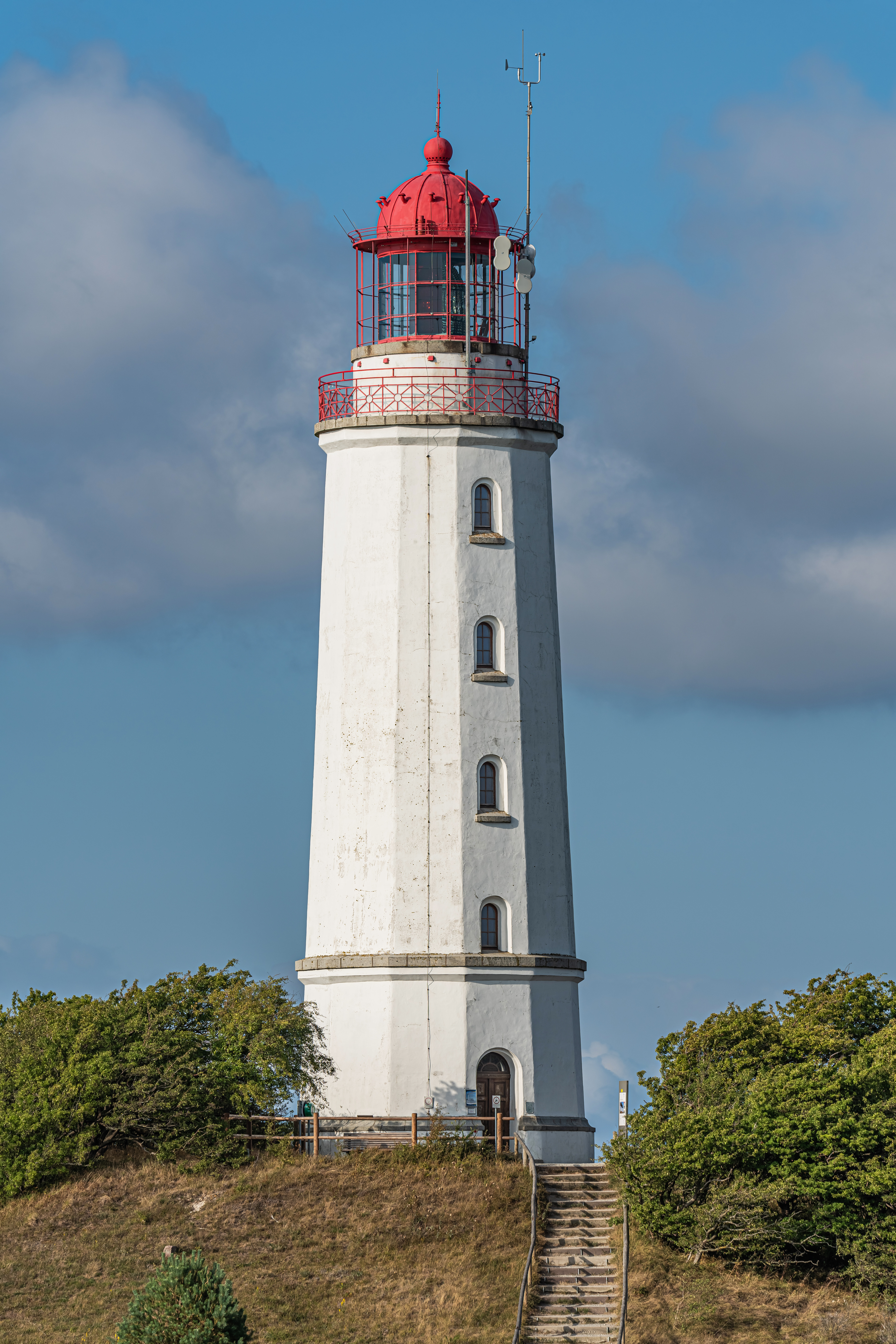
히덴제 섬의 등대

히덴제섬(독일어: Hiddensee)은 독일 북부 발트해에 있는 섬이다. 메클렌부르크포어포메른주 뤼겐 섬의 서쪽에 위치한다.
북위 54도 33분, 동위 13도 7분에 자리잡고 있고, 섬의 면적은 19.02 km2이며, 인구는 대략 1,300 명이다. 동독 시절부터 유명한 휴가지였으며 오늘날 자연 경치로 관광객들을 이끌고 있다. 그라이프스발트 대학교 조류학 연구소의 연구지이다. 게르하르트 하웁트만과 발터 펠젠슈타인이 이곳에 묻혀있다.
히덴제는 독일의 표현주의 예술가, 발터 그라마테의 동명의 그림으로 묘사된 상태이다. 그림은 현재 베를린에 있는 브뤼케 박물관에 전시되어 있다.
뤼겐 섬 및 본토와 멀지 않은 위치에 있으나 다리로 연결되어 있지 않으며, 섬은 자동차 반입이 제한되어 있는 보행자 천국의 지역이다. 유명한 해변 휴양지로 국립공원으로 지정되어 있다.